# Y-chromosomaler Erbgang
Der Y-chromosomale Erbgang, auch holandrischer Erbgang (von altgriech. ὅλος holos ‚ganz‘ und ἀνδρός andros ‚Mann‘) genannt, ist ein gonosomaler Erbgang. Er zählt zu den monogenen Erbgängen, welche den Mendelschen Regeln folgen.
Das merkmalsbedingende Gen liegt auf dem Y-Chromosom. Bei diesem Erbgang erfolgt die Merkmalsausprägung nur bei Männern, wodurch ein merkmalstragender Mann auch nur merkmalstragende Söhne haben kann (Vererbung in paternaler Linie). Es sind beim Menschen, im Gegensatz zu den X-chromosomalen Erbgängen, bei dem holandrischen Erbgang keine Erbkrankheiten bekannt. Bisher ist nur die männliche Geschlechtsdetermination als Y-chromosomales Merkmal mit Sicherheit nachgewiesen.
Von 1907 bis in das 21. Jahrhundert hinein ging man davon aus, dass ein starker Haarwuchs (Hypertrichose) im äußeren Gehörgang (Hypertrichosis pinnae auris) Y-chromosomal vererbt wird. Dieser Erbgang wird allerdings mittlerweile angezweifelt.

## Weiterführende Literatur
- K. R. Dronamraju: Y-linkage in man. In: Nature. Band 201, Januar 1964, S. 424–425, ISSN 0028-0836. PMID 14110028.